# 121-й истребительный авиационный полк ВВС Северного флота
121-й истребительный авиационный полк ВВС Северного флота — воинское подразделение Вооружённых сил СССР в Великой Отечественной войне.

## История
В составе действующей армии во время ВОВ c 14 июля 1941 по 27 августа 1941 года как 121-й истребительный авиационный полк ПВО, с 27 августа 1941 по 15 февраля 1942 как 121-й истребительный авиационный полк ВВС РККА и с 15 сентября 1942 по 1 июля 1943 года как 121-й истребительный авиационный полк ВВС Северного флота.
С 14 июля 1941 года действует в составе войск ПВО (6-й истребительный авиационный корпус ПВО), прикрывавших Москву. Базировался на аэродроме Чертаново, имел на вооружении самолёты И-16.
С 24 августа 1941 года перебазируется в Ленинград, уже имея на вооружении 17 самолётов Як-1, вошёл в состав 8-й истребительной авиационной дивизии и действует над Ленинградом до 1942 года, после этого в течение ещё двух месяцев - на Северо-Западном фронте.
15 февраля 1942 года выведен в резерв и передан в состав ВМФ СССР. Был вооружён самолётами Пе-3, направлен на Северный флот, где в июле 1942 года вошёл в состав Особой морской авиационной группы. Приступил к боевым действиям 15 сентября 1942 года. Приказом от 23 октября 1942 года расформирован вместе с группой, но уже 6 ноября 1942 года вновь воссоздан. Главной задачей полка являлось прикрытие своих конвоев от авиации противника; также прикрывал торпедоносцы при налётах на конвои противника, производил налёты на аэродромы и морские базы. Базировался на манёвренных аэродромах у реки Поной и на мысе Канин Нос.
4 июля 1943 года расформирован, на базе соединения сформирована 3-я авиационная эскадрилья 29-го бомбардировочного полка.

## Полное наименование
- 121-й истребительный авиационный полк ВВС Северного флота самолётов Пе-3

## Подчинение
| Дата            | Фронт (округ)            | Армия | Корпус                                            | Дивизия                                | Примечания                       |
| --------------- | ------------------------ | ----- | ------------------------------------------------- | -------------------------------------- | -------------------------------- |
| 22.06.1941 года | -                        | -     | -                                                 | -                                      | нет данных, вероятно формируется |
| 01.07.1941 года | -                        | -     | -                                                 | -                                      | нет данных, вероятно формируется |
| 10.07.1941 года | -                        | -     | -                                                 | -                                      | нет данных, вероятно формируется |
| 01.08.1941 года | Московский военный округ | -     | 6-й истребительный авиационный корпус ПВО         | -                                      | Аэродром «Ундол»                 |
| 01.09.1941 года | Ленинградский фронт      | -     | -                                                 | 8-я истребительная авиационная дивизия | -                                |
| 01.10.1941 года | Ленинградский фронт      | -     | -                                                 | 8-я истребительная авиационная дивизия | -                                |
| 01.11.1941 года | Ленинградский фронт      | -     | -                                                 | 8-я истребительная авиационная дивизия | -                                |
| 01.12.1941 года | Ленинградский фронт      | -     | -                                                 | 8-я истребительная авиационная дивизия | -                                |
| 01.01.1942 года | Северо-Западный фронт    | -     | -                                                 | 8-я истребительная авиационная дивизия | -                                |
| 01.02.1942 года | Северо-Западный фронт    | -     | -                                                 | 8-я смешанная авиационная дивизия      | -                                |
| 01.03.1942 года | -                        | -     | -                                                 | -                                      | на переформировании              |
| 01.04.1942 года | -                        | -     | -                                                 | -                                      | на переформировании              |
| 01.05.1942 года | -                        | -     | -                                                 | -                                      | на переформировании              |
| 01.06.1942 года | -                        | -     | -                                                 | -                                      | на переформировании              |
| 01.07.1942 года | -                        | -     | -                                                 | -                                      | на переформировании              |
| 01.08.1942 года | Северный флот            | -     | Особая морская авиационная группа Северного флота | -                                      | -                                |
| 01.09.1942 года | Северный флот            | -     | Особая морская авиационная группа Северного флота | -                                      | -                                |
| 01.10.1942 года | Северный флот            | -     | Особая морская авиационная группа Северного флота | -                                      | -                                |
| 01.11.1942 года | -                        | -     | -                                                 | -                                      | не существовало                  |
| 01.12.1942 года | Северный флот            | -     | -                                                 | -                                      | -                                |
| 01.01.1943 года | Северный флот            | -     | -                                                 | -                                      | -                                |
| 01.02.1943 года | Северный флот            | -     | -                                                 | -                                      | -                                |
| 01.03.1943 года | Северный флот            | -     | -                                                 | -                                      | -                                |
| 01.04.1943 года | Северный флот            | -     | -                                                 | -                                      | -                                |
| 01.05.1943 года | Северный флот            | -     | -                                                 | -                                      | -                                |
| 01.06.1943 года | Северный флот            | -     | -                                                 | -                                      | -                                |
| 01.07.1943 года | Северный флот            | -     | -                                                 | -                                      | -                                |

## Командиры
- капитан Сергей Алексеевич Барабанов
- майор Мирошниченко